# Iolo Goch
Iolo Goch (Iolo le Rouge, 1320-1398) était un poète gallois, auteur, entre autres, de poèmes adressés à Owain Glyndwr.

## Biographie
Iolo était le fils d'Ithel Goch ap Cynwrig et naquit à Trefgordd, à Lleweni, dans la vallée de Clwyd. Il est surtout connu pour avoir été l'un des meilleurs poètes à utiliser la forme métrique connue sous le nom de cywydd. Il composa des poèmes en l'honneur de nombreux nobles Gallois, surtout envers son mécène, Ithel ap Robert qui vivait près de Caerwys. Il écrivit également un poème au roi Édouard III d'Angleterre qui montre une vaste connaissance des lieux et des batailles qui eurent lieu en Angleterre, en Irlande et en France à cette époque.
L'un des trois poèmes qu'il adresse à Owain Glyndwr contient une description frappante du hall d'Owain à Sycharth et a très probablement été composé avant la rébellion de ce dernier. Il fut enfin l'auteur du fameux Y Llafurwr (« Au laboureur »).